# 2011년 세계 피겨스케이팅 선수권 대회

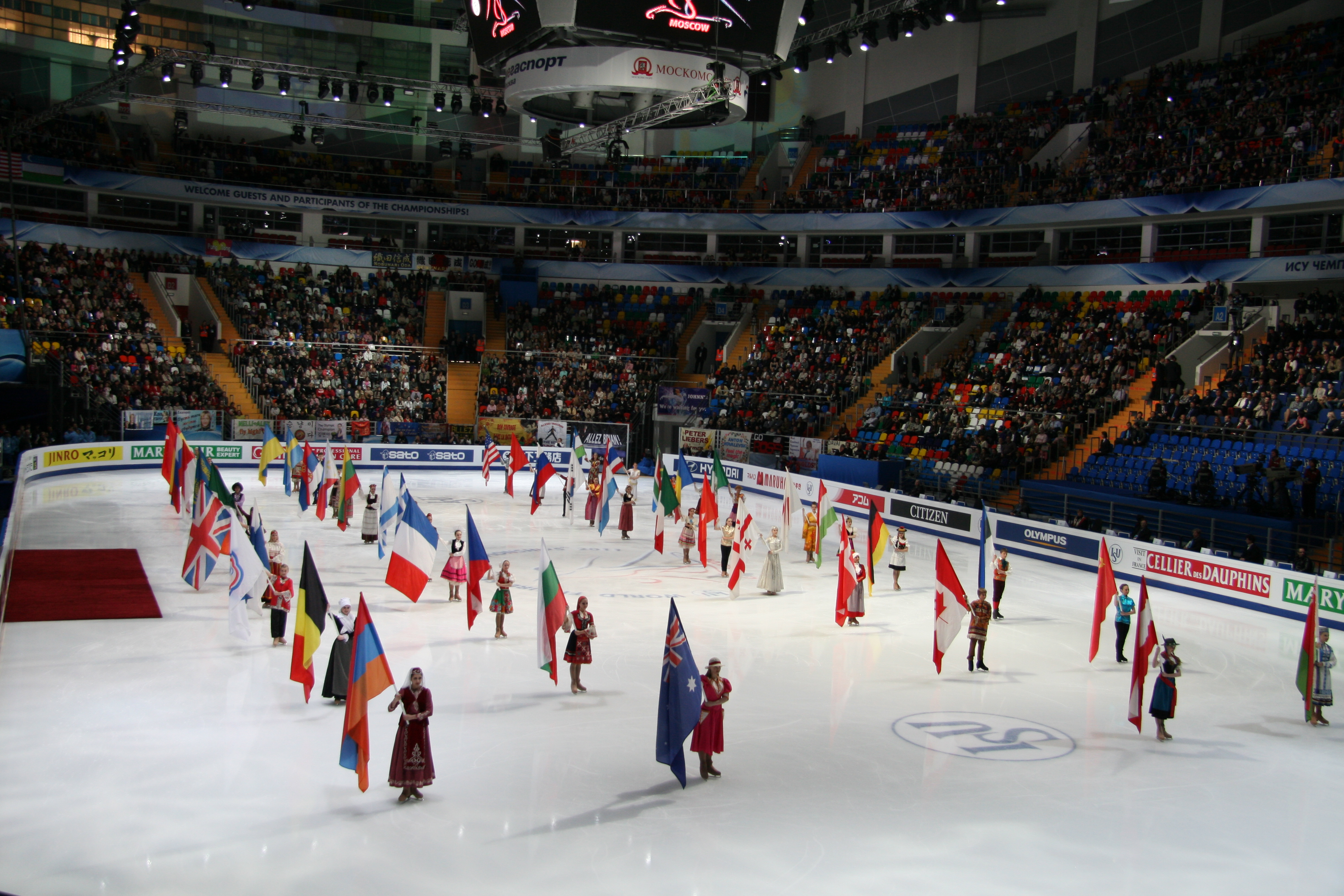

2011년 세계 피겨 스케이팅 선수권 대회는 국제빙상경기연맹(ISU)에서 주관하는 세계 규모의 피겨 스케이팅 경기 대회로 러시아 모스크바의 메가스포츠 아레나에서 2011년 4월 24일 ~ 5월 1일 개최되었다.

## 개최지 변경
이 대회는 본래 일본에서 유치했었다. 원래 개최지는 나가노로 정해졌으나, 후에 도쿄로 변경하였다. 이에 따라 본 경기는 2011년 3월 21일 ~ 3월 27일 도쿄의 국립 요요기 경기장에서 열릴 예정이었다. 그런데 대회 개막 10일 전인 3월 11일, 도호쿠 대지진과 쓰나미 참사가 일어났다. 도쿄 지역도 지진의 영향을 받았으나, 경기장은 별 피해를 입지 않아서 일본 빙상 연맹은 처음에 대회 개최를 강행할 방침이었다. 하지만 엄청난 대참사가 일어난 국가에서 이런 대회를 치르는 것이 분위기상 적절하지 않다는 의견이 나왔던데다가, 무엇보다도 대지진과 쓰나미의 여파로 일어난 후쿠시마 원자력 발전소 사고로 방사능 위험 때문에 일본 방문 자체를 자제해야 하는 지경에까지 이르러 대회를 연기하게 되었다. 처음에는 대지진 희생자를 추모하는 차원에서 대회 자체를 취소한다는 얘기가 나오기도 했으나, 제3의 국가에서 일정을 뒤로 미뤄 개최하기로 하였고, 결국 러시아 모스크바가 새로운 개최지로 결정되었다.

## 입상자 목록

### 종합
| 종목       | 금                              | 은                                  | 동                                |
| ---------- | ------------------------------- | ----------------------------------- | --------------------------------- |
| 남자 싱글  | 패트릭 챈                       | 고즈카 다카히코                     | 아르투르 가친스키                 |
| 여자 싱글  | 안도 미키                       | 김연아                              | 카롤리나 코스트너                 |
| 페어       | 알리오나 사브첸코 / 로빈 숄코비 | 타티야나 볼로소자르 / 막심 트란코프 | 팡칭 / 퉁젠                       |
| 아이스댄싱 | 메릴 데이비스 / 찰리 화이트     | 테사 버추 / 스콧 모이어             | 마이아 시부타니 / 알렉스 시부타니 |

### 쇼트 프로그램/쇼트 댄스
| 종목       | 금                      | 은                              | 동                                  |
| ---------- | ----------------------- | ------------------------------- | ----------------------------------- |
| 남자 싱글  | 패트릭 챈               | 오다 노부나리                   | 다카하시 다이스케                   |
| 여자 싱글  | 김연아                  | 안도 미키                       | 크세니야 마카로바                   |
| 페어       | 팡칭 / 퉁젠             | 알리오나 사브첸코 / 로빈 숄코비 | 타티야나 볼로소자르 / 막심 트란코프 |
| 아이스댄싱 | 테사 버추 / 스콧 모이어 | 메릴 데이비스 / 찰리 화이트     | 나탈리 페샬라 / 파비앙 부르자       |

### 프리 스케이팅/프리 댄스
| 종목       | 금                              | 은                                  | 동                                |
| ---------- | ------------------------------- | ----------------------------------- | --------------------------------- |
| 남자 싱글  | 패트릭 챈                       | 고즈카 다카히코                     | 아르투르 가친스키                 |
| 여자 싱글  | 안도 미키                       | 김연아                              | 카롤리나 코스트너                 |
| 페어       | 알리오나 사브첸코 / 로빈 숄코비 | 타티야나 볼로소자르 / 막심 트란코프 | 팡칭 / 퉁젠                       |
| 아이스댄싱 | 메릴 데이비스 / 찰리 화이트     | 테사 버추 / 스콧 모이어             | 마이아 시부타니 / 알렉스 시부타니 |